# Honschaft Millrath
Die Honschaft Millrath war bis zum 19. Jahrhundert eine der untersten Verwaltungseinheiten der bergischen Gemeinde Millrath in der Bürgermeisterei Haan im Kreis Elberfeld des Regierungsbezirks Düsseldorf innerhalb der preußischen Rheinprovinz. Zuvor gehörte die Honschaft zum Amt Mettmann im Herzogtum Berg.
Zu der Honschaft gehörten laut dem Schatz- und Lagerbuch des Amtes Mettmann im 17. und 18. Jahrhundert folgende Ortschaften und Wohnplätze: stahlshoff, falckenberg mit leibzuchthauß, Hoff zu Teckhaußen mit leibzuchthauß, Clemenshauß mit Kothen, beginnen Teckhauß, scheinenguth mit leibzuchthauß, Eickenberg mit leibzuchthauß, Schlickum, Frinßberg, Der grundt mit Kothgen, Gulckers haußmans mit backhauß, Oberlenders guth, stahlen guth mit backhauß, Neessen guth ist kein hauß, Petter haußmans, Die Mettman, schroders Endt, brücken guth, henßen und Eickertz guth, Wilbeck, schrockshauß, schielßhoff, Krogers haußmans, bircken, sand und ganß, grethenberg, aufm Kamp, Kückelsberg, heitzberg, schielßheidt, kochsheidt, streipen.
Laut der Statistik und Topographie des Regierungsbezirks Düsseldorf von 1832 gehörten zu der Honschaft folgende Ortschaften und Wohnplätze: Feldhoff, Millrath, Schlickum, Stollshaus, und Stollshof.
Mit der Gemeinde-Ordnung für die Rheinprovinz wurde 1845 die Honschaft in die Gemeinde Millrath umgewandelt.